# Il divo (pel·lícula)
Il divo és una pel·lícula francoitaliana de 2008 dirigida per Paolo Sorrentino. El llorejat director (Le conseguenze dell'amore, L'amico di famiglia, This Must Be the Place, La grande bellezza) retrata mig segle de política italiana en aquest fresc històric i polític, entre la sàtira i la tragèdia. La història està basada en la figura del set vegades primer ministre italià Giulio Andreotti, un polític controvertit i amb fortes connexions amb el Vaticà, que va ser acusat de tenir lligams amb la màfia i també de l'assassinat d'un periodista, tot i que va ser absolt de tots dos càrrecs.
Va presentar-se al Festival Internacional de Cinema de Canes i posteriorment també als festivals de Karlovy Vary, Toronto i Londres.

## Argument
Comença la pel·lícula amb un monòleg intern en el que Giulio Andreotti (Toni Servillo) observa com ha aconseguit sobreviure a la seva tumultuosa carrera política mentre els seus diversos detractors han mort. Un muntatge mostra els assassinats de diverses persones connectades amb ell, incloent-hi el periodista Mino Pecorelli, el Carabinieri general Carlo Alberto Dalla Chiesa, els banquers Michele Sindona i Roberto Calvi, i l'anterior primer ministre Aldo Moro. Remarcant els seus suposats llaços amb la màfia, la narració comprèn el període que va des de la setena elecció d'Andreotti el 1992 fins al seu judici el 1995, passant pel seu fracàs en les presidencials italianes i l'escàndol Tangentopoli.

## Repartiment
- Toni Servillo: Giulio Andreotti
- Anna Bonaiuto: Livia Danese, dona de Giulio Andreotti
- Piera Degli Esposti: Srta. Enea, secretària de Giulio Andreotti
- Paolo Graziosi: Aldo Moro
- Giulio Bosetti: Eugenio Scalfari
- Flavio Bucci: Franco Evangelisti
- Carlo Buccirosso: Paolo Cirino Pomicino
- Giorgio Colangeli: Salvo Lima
- Alberto Cracco: Don Mario
- Lorenzo Gioielli: Mino Pecorelli
- Gianfelice Imparato: Vincenzo Scotti
- Massimo Popolizio: Vittorio Sbardella
- Aldo Ralli: Giuseppe Ciarrapico
- Giovanni Vettorazzo: Magistrat Scarpinato
- Cristina Serafini: Caterina Stagno
- Achille Brugnini: Fiorenzo Angelini
- Fanny Ardant: dona de l'ambaixador francès

## Banda sonora

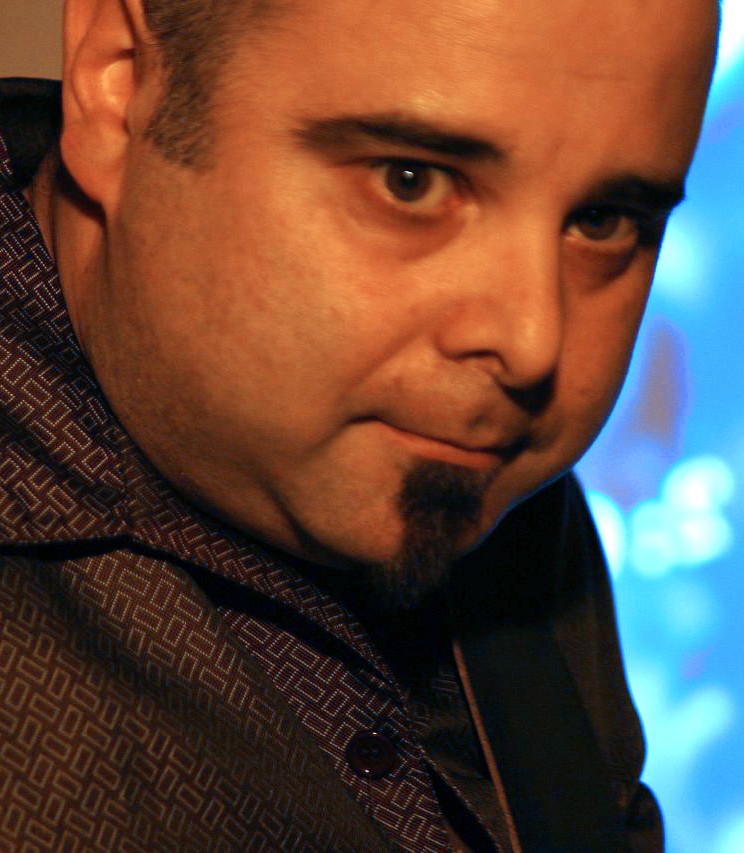
Teho Teardo, l'autor de la banda sonora

La banda sonora de la pel·lícula va ser composta per Teho Teardo, i va ser editada en disc compacte per Universal.
| Núm.          | Títol                                                         | Composició                          | Durada |
| ------------- | ------------------------------------------------------------- | ----------------------------------- | ------ |
| 1.            | «Fissa lo sguardo»                                            | Teho Teardo                         |        |
| 2.            | «Sono ancora qui»                                             | Teho Teardo                         |        |
| 3.            | «I miei vecchi elettori»                                      | Teho Teardo                         |        |
| 4.            | «Toop Toop»                                                   | Cassius                             |        |
| 5.            | «Che cosa ricordare di lei?»                                  | Teho Teardo                         |        |
| 6.            | «Un'altra battuta»                                            | Teho Teardo                         |        |
| 7.            | «Il cappotto che mi ha regalato Saddam»                       | Teho Teardo                         |        |
| 8.            | «Notes for a New Religion»                                    | Teho Teardo                         |        |
| 9.            | «Gammelpop»                                                   | Barbara Morgenstern i Robert Lippok |        |
| 10.           | «Non ho vizi minori»                                          | Teho Teardo                         |        |
| 11.           | «Ho fatto un fioretto»                                        | Teho Teardo                         |        |
| 12.           | «Possiedo un grande archivio»                                 | Teho Teardo                         |        |
| 13.           | «Double Kiss»                                                 | Teho Teardo                         |        |
| 14.           | «Nux Vomica»                                                  | The Veils                           |        |
| 15.           | «Il prontuario dei farmaci»                                   | Teho Teardo                         |        |
| 16.           | «La corrente»                                                 | Teho Teardo                         |        |
| 17.           | «1. Allegro» (Concert per a flauta en Re major Il gardellino) | Antonio Vivaldi                     |        |
| 18.           | «Pavane, Op.50»                                               | Gabriel Fauré                       |        |
| 19.           | «Da, da, da, ich lieb' Dich nicht, Du liebst mich nicht»      | Trio                                |        |
| 20.           | «E la chiamano estate»                                        | Bruno Martino                       |        |
| Durada total: | Durada total:                                                 | Durada total:                       | 64:21  |

## Guardons

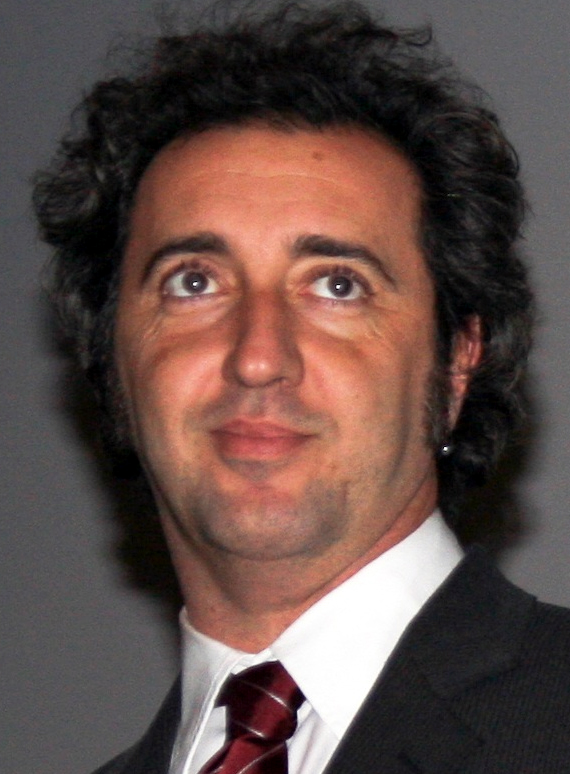
Paolo Sorrentino, el director i guionista de la pel·lícula

## Guardons[5]

### Premis
- 2008: Premi del Jurat del Festival Internacional de Cinema de Canes per Paolo Sorrentino
- 2009: David di Donatello:
  - Millor actor per Toni Servillo
  - Millor actriu secundària per Piera Degli Esposti
  - Millor fotografia per Luca Bigazzi
  - Millor maquillatge per Vittorio Sodano
  - Millor perruqueria per Aldo Signoretti
  - Millor música per Teho Teardo
  - Millors efectes especials per Nicola Sganga i Rodolfo Migliari

### Nominacions
- 2008: Palma d'Or del Festival Internacional de Cinema de Canes per Paolo Sorrentino
- 2008: Premis del Cinema Europeu:
  - Millor pel·lícula
  - Millor director per Paolo Sorrentino
  - Millor guió per Paolo Sorrentino
  - Millor fotografia per Luca Bigazzi
- 2009: David di Donatello:
  - Millor pel·lícula per Andrea Occhipinti, Nicola Giuliano, Francesca Cima, Maurizio Coppolecchia i Paolo Sorrentino
  - Millor actor secundari per Carlo Buccirosso
  - Millor productor per Andrea Occhipinti, Nicola Giuliano, Francesca Cima i Maurizio Coppolecchia
  - Millor director per Paolo Sorrentino
  - Millor guió per Paolo Sorrentino
  - Millor muntatge per Cristiano Travaglioli
  - Millor disseny de producció per Lino Fiorito
  - Millor vestuari per Daniela Ciancio
  - Millor so per Emanuele Cecere
- 2010: Oscar al millor maquillatge per Aldo Signoretti i Vittorio Sodano
- 2010: Premi Bodil a la millor pel·lícula no estatunidenca per Paolo Sorrentino